# HD 178911
HD 178911 är en trippelstjärna belägen i den mellersta delen av stjärnbilden Lyran. Den har en kombinerad skenbar magnitud av ca 6,70 och kräver åtminstone en handkikare för att kunna observeras. Baserat på parallaxmätning inom Hipparcosuppdraget på ca 20,2 mas, beräknas den befinna sig på ett avstånd på ca 160 ljusår (ca 49 parsek) från solen. Den rör sig närmare solen med en heliocentrisk radialhastighet på ca -41 km/s.

## Egenskaper
Primärstjärnan HD 178911 A är en gul till vit stjärna i huvudserien av spektralklass G1 V, och är en solliknande stjärna. Den har en massa som är ca 1,1 solmassor, en radie som är ca 2,2 solradier och har ca 4,5 gånger solens utstrålning av energi från dess fotosfär vid en effektiv temperatur av 5 000 - 6 000 K.
HD 178911 består av HD 178911A och HD 178911B i en omloppsbana med en period av 1 300 dygn där HD 178911B är en mer avlägsen följeslagare med gemensam egenrörelse och där HD 178911A i själva verket är en snäv dubbelstjärna bestående av HD 178911Aa och Ab. En ytterligare stjärna, HD 178911C, är en visuell följeslagare och ingår inte i systemet.

## Planetsystem
År 2001 upptäcktes en exoplanet i omloppsbana kring HD 178911B.
| Planet | Massa           | Halv storaxel (AE) | Siderisk omloppstid (d) | Excentricitet | Inklination | Radie |
| ------ | --------------- | ------------------ | ----------------------- | ------------- | ----------- | ----- |
| b      | ≥7,35 ± 0,60 MJ | 0,345 ± 0,20       | 71,511 ± 0,011          | 0,139 ± 0,014 | -           | -     |